# Second Reality

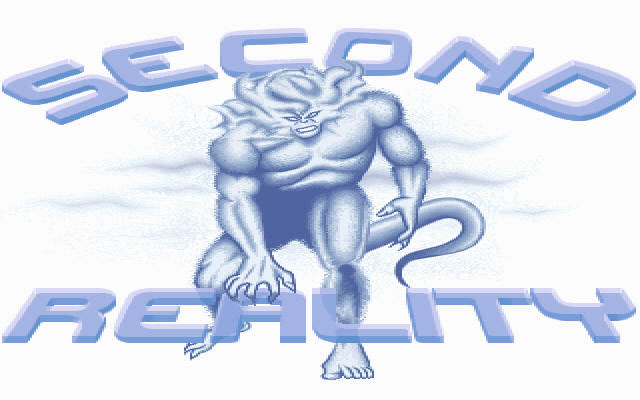
Second Reality Logo

Unreal ][ — The 2nd Reality (позднее известная как Second Reality) — демо, представленное командой Future Crew на крупнейшей демопати Assembly в 1993 году и занявшее первое место. Это демо является первой публичной демонстрацией 2D- и 3D-визуализации, ставшей одной из самых зрелищных демок для IBM PC-совместимых компьютеров начала 1990-х.
Практически все графические эффекты из Second Reality не являлись новшеством даже для IBM PC того времени, не говоря уж о ПК с развитыми мультимедийными возможностями наподобие Amiga и Atari ST. Популярность Second Reality связана с хорошей синхронизацией с музыкой и грамотно построенным видеорядом.
Slashdot признал это демо одним из десяти самых лучших хаков всех времён.
1 августа 2013 года исходный код демо был передан участником группы Mika Tuomi (Trug) в общественное достояние.

## Описание демо
Множество техник, использованных в других демо, включая более ранние работы Future Crew, были улучшены и повторно использованы в Second Reality. В демо присутствует саундтрек в жанре техно от Purple Motion и Skaven, созданный в трекере ScreamTracker 3. Синхронизация музыки и визуальных эффектов была также впечатляющей для своего времени.

### Вступление

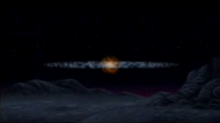
Вступление

Сначала показывается вступление, в котором демонстрируется рендеринг текста поверх фоновой картинки. После показа титров появляются и затем улетают вглубь сцены несколько космических кораблей, демонстрирующих трёхмерный рендеринг. На расстоянии корабли взрываются, создавая ударную волну (напоминающую эффект Праксиса, показанный в фильме Звёздный путь VI: Неоткрытая страна). Далее экран белеет, затем показывается изображение Вендиго. В этом месте начинает играть основной трек демки за авторством Purple Motion. Изображение сплющивается в горизонтальную полоску, падает вниз и становится трёхмерной полигональной шахматной доской.

### Прыгающий многогранник

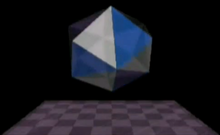
Прыгающий многогранник

Музыкальное вступление заканчивается, начинает звучать первая тема. Далее появляется прыгающий многогранник, выполненный с применением эффекта glenz. Удары многогранника о шахматную доску синхронизированы с оркестровыми аккордами. При ударе о поверхность многогранник сжимается, демонстрируя деформацию 3D-сетки в реальном времени. Затем появляется больший по размеру многогранник, и маленький многогранник начинает соударяться с большим изнутри.

### Туннель

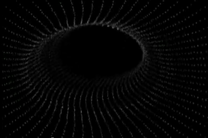
Туннель

Следующая сцена — извилистый подвижный туннель, состоящий из отдельных точек, двигающихся к камере. Это создаёт ощущение быстрого продвижения зрителя по туннелю.

### Колеблющиеся окружности

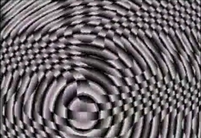
Колеблющиеся окружности

После туннеля экран выцветает, затем демонстрируются колеблющиеся окружности. Данный эффект получается путём перемещения групп расходящихся концентрических окружностей друг относительно друга. 

### Муаровые узоры

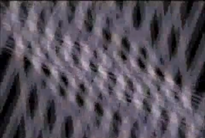
Муаровые узоры

Данная сцена визуально напоминает световое шоу. Сцена состоит из множества взаимодействующих между собой муаровых узоров, популярных в то время. 

### Существо и скроллинг текста
Затем с правой стороны экрана влетает изображение Улика, которое через несколько секунд сплющивается в узкую полоску и исчезает. Затем показывается ветка с листьями на фоне воды, по которой пробегает надпись «Another way to scroll» («Ещё один способ прокрутки»). Данный вид скроллинга присутствовал в большинстве демо того времени. 

### Лупа и вращающаяся голова
После демонстрации скроллинга появляется зловещая человеческая голова с пентаграммой на лбу. Из левого верхнего угла изображения начинает двигаться сфера, искажающая фоновое изображение подобно лупе. В этом месте звучит культовая фраза «I am not an atomic playboy», произнесенная вице-адмиралом Уильямом Бленди перед ядерными испытаниями на атолле Бикини. Сфера вываливается за нижний правый край экрана, и камера начинает вращаться. В то же время происходит удаление/приближение изображения и демонстрация повторяющегося узора из голов — техника, известная как ротозуминг. Затем камера падает на изображение, отскакивает от него, после чего сцена вновь выцветает. 

### Плазма

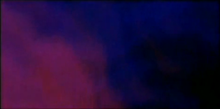
Плазма

В следующей сцене показывается поверхность, изменяющая свою текстуру с течением времени. Данная сцена является продолжением работы из демо Unreal, где впервые был продемонстрирован эффект плазмы. Благодаря ряду используемых ухищрений, возникало ощущение одновременного вывода на экран изображения с палитрой в более чем 256 цветов (для стандартных VGA-адаптеров тех лет 8-битный цвет был техническом максимумом). 

### Вращение цветного куба

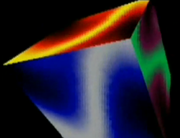
Вращение цветного куба

После сцены с плазмой демонстрируется перемещение и вращение куба, каждая грань которого представляет собой цветную анимированную поверхность. 

### Морфинг частиц

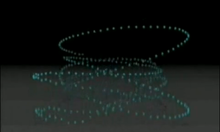
Морфинг частиц

Спустя некоторое время появляется множество частиц, которые отскакивают от поверхности и начинают складываться в различные спиральные узоры. Из-за бага демка может завершиться с ошибкой в этой части, если запускается из папки, полный путь к которой состоит более чем из 30 символов. 

### Рейтрейсинг
В следующей сцене изображены две сферы на фоне кругов на воде. Из воды на камеру двигается меч. В каждой сфере отражается как сам меч, так и отражение отражения другой сферы. Рендеринг сцены был произведен с использованием самописного движка Future Crew для рейтрейсинга. 

### Вода

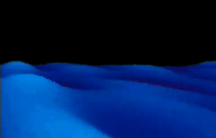
Вода

После смены сцены показана динамически изменяющаяся полигональная сетка, напоминающая поверхность воды. Эта сцена нарисована при помощи техники рендеринга воксельного ландшафта. 

### Трясущаяся картинка
После этого сверху падает изображение всадницы на фентезийном существе. Указание авторства в титрах является ложным, изображение не было нарисовано участниками группы, оно было доступно в те времена на нескольких сборниках компьютерной графики. Изображение сталкивается с землёй и дрожит подобно желе. 

### Облёт на трёхмерном космическом корабле

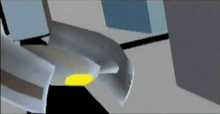
Облёт на трёхмерном космическом корабле

В следующей сцене корабль, напоминающий TIE Fighter из фильма Звёздные войны: Новая надежда, летает по большому трёхмерному городу, покидает его и летит над надписью «Future Crew». Этот эпизод был повторен в демо Final Reality бывшими членами Future Crew, работавших на Remedy Entertainment. Для зданий использовано плоское затенение, для деревьев и надписи в конце — затенение по Гуро. 

### Логотип Future Crew
В финальной сцене изображены две гайки с надписью «Future Crew». 

### Скрытая часть
Демо можно запустить с параметром командной строки от 2 до 5, выбирая тем самым сцену, с которой будет начат показ. Для запуска скрытой части с заголовком «just an experiment» («просто эксперимент») демку нужно запустить с параметром «u». Экран начнет заполняться большим количеством звёзд, вылетающих из центра экрана.

## Запуск демо
В то время как код демо доступен на большом количестве сайтов, Second Reality порой трудно или невозможно запустить на современном компьютере. Демо использует свой собственный менеджер памяти, который получает доступ к MMU способом, несовместимым с современными операционными системами, прямой доступ к видеопамяти и звуковым устройствам. Кроме того, тайминг демо не привязан к часам реального времени. Для запуска демо можно использовать DOSBox.

## Ремейки
Легендарный статус этого демо вдохновил множество людей на создание ремиксов. Наиболее известны следующие:
- Second Reality 2013 (pouët.net) от Checkpoint — порт на платформу Atari ST.
- Second Reality C64 (pouët.net) от Smash Designs — возможно, наиболее известный и наиболее впечатляющий ремикс, являющийся точной адаптацией оригинального демо для платформы Commodore 64.
- Final Reality (pouët.net) от Remedy Entertainment — несмотря на статус коммерческого бенчмарка, одна из сцен (с космическим кораблём) отдаёт дань уважения оригинальному демо.
- Real Reality (pouët.net) от N.E.V.E.R. — ремикс, показывающий все части демо в реальной жизни.
- Zecond Re@lity (pouët.net) от Zon@ Neutr@ — также ремикс «в реальной жизни», однако включает в себя оригинальный саундтрек a cappella.
- Flash Reality (pouët.net) от The Scampers — написан на Macromedia Flash, множество сцен воссоздано на языке Actionscript.
- SHizZLE (Team Pokeme) — демо Pokémon Mini, содержащее некоторые части Second Reality.
- В 1996 году группа Digital Reality выпустила на ZX Spectrum демо 7th Reality, содержащее ряд элементов из Second Reality.
- Second Realipony (https://www.youtube.com/watch?v=sW9JX38lmM0) от vikingerik, является римейком Second Reality

## Упоминание в культуре
- Демо можно увидеть (с дополнительными комментариями Future Crew) на DVD MindCandy. Информация о Dolby Surround в начале демо была вырезана в связи с авторскими правами.
- Фраза «Ten seconds to transmission» взята из фильма «Бэтмен».
- Children of Bodom использовали музыку из вступления в первом треке Ubiquitous Absence Of Remission, когда они ещё были известны под именем Inearthed.
- Демо можно увидеть в проморолике Maemo[4].
- Саундтрек к демо был лицензирован для игры SHMUP на платформе iOS[5].
- Демо упоминается в альбоме Metropolis (2011) в названиях треков 2, 3 и 4.